# Іупут I
Іупут I — давньоєгипетський фараон, співправитель свого батька, царя Петубастіса I, представник XXIII династії.